# Seven Sudamericano Femenino 2021

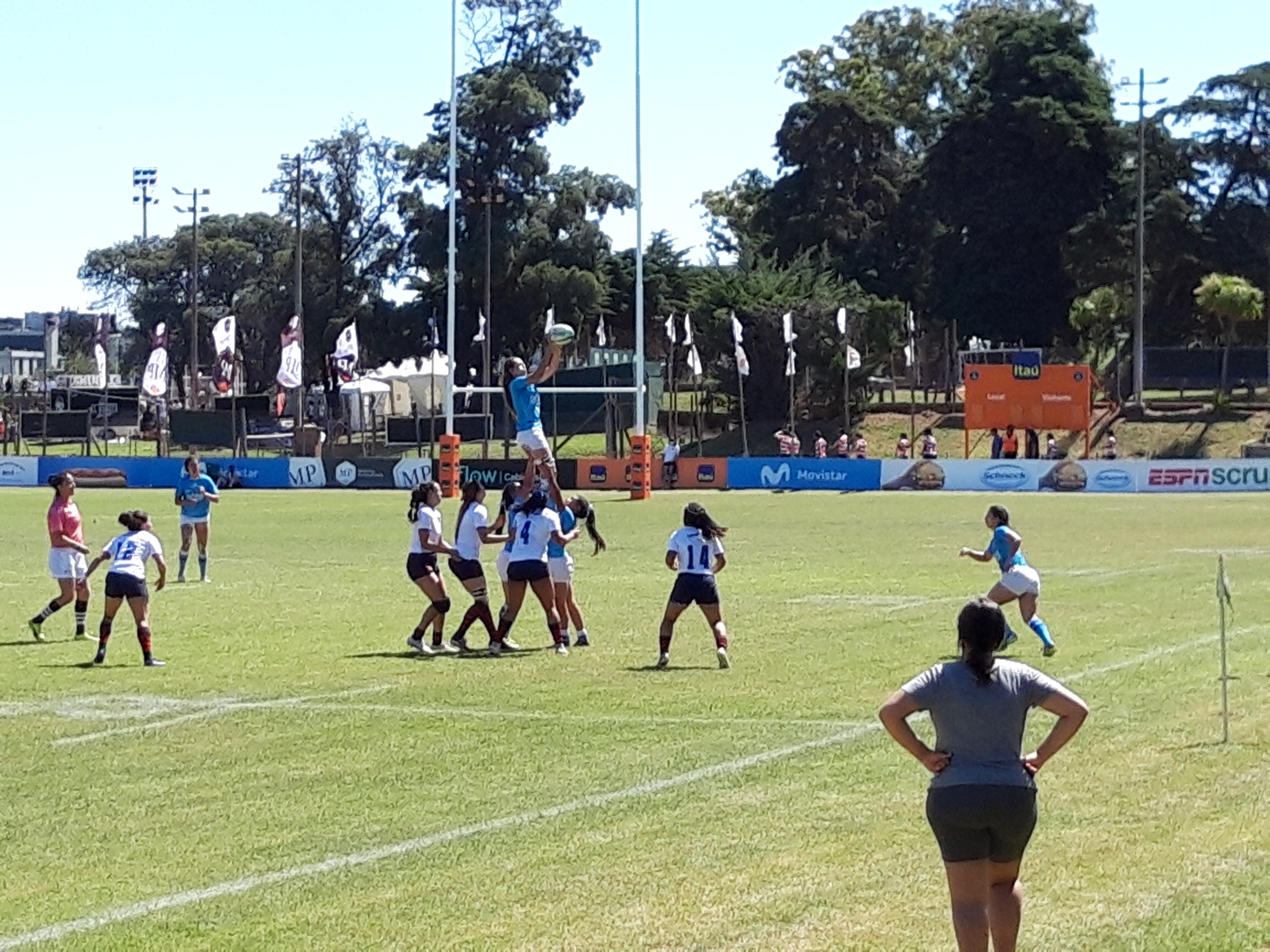
Partido por el quinto puesto entre Uruguay y Chile

El Seven Sudamericano Femenino de 2021 fue la vigésima edición del principal torneo femenino de rugby 7 organizado por Sudamérica Rugby.
El evento se desarrolló en la cancha de Carrasco Polo entre el 12 y 13 de noviembre.
Los seleccionados de Brasil y Colombia clasificaron a la Copa del Mundo de Rugby 7 de 2022.

## Equipos participantes
- Selección femenina de rugby 7 de Argentina (Las Yaguaretés)
- Selección femenina de rugby 7 de Brasil (As Yaras)
- Selección femenina de rugby 7 de Chile (Las Cóndores)
- Selección femenina de rugby 7 de Colombia (Las Tucanes)
- Selección femenina de rugby 7 de Guatemala (Las Jaguares)
- Selección femenina de rugby 7 de Costa Rica (Las Guarias)
- Selección femenina de rugby 7 de Panamá[3]
- Selección femenina de rugby 7 de Paraguay (Las Yacarés)
- Selección femenina de rugby 7 de Perú (Las Tumis)[4]
- Selección femenina de rugby 7 de Uruguay (Las Teras)

## Clasificación

### Zona A
| Pos. | Equipo     | Encuentros | Encuentros | Encuentros | Encuentros | Tantos  | Tantos    | Tantos     | Puntos |
| Pos. | Equipo     | jugados    | ganados    | empatados  | perdidos   | a favor | en contra | diferencia | Puntos |
| ---- | ---------- | ---------- | ---------- | ---------- | ---------- | ------- | --------- | ---------- | ------ |
| 1    | Brasil     | 4          | 4          | 0          | 0          | 171     | 24        | +147       | 12     |
| 2    | Argentina  | 4          | 3          | 0          | 1          | 131     | 50        | +81        | 10     |
| 3    | Uruguay    | 4          | 2          | 0          | 2          | 100     | 59        | +41        | 8      |
| 4    | Costa Rica | 4          | 1          | 0          | 3          | 26      | 171       | -145       | 6      |
| 5    | Guatemala  | 4          | 0          | 0          | 4          | 29      | 153       | -124       | 4      |

Nota: Se otorgan 3 puntos al equipo que gane un partido, 2 al que empate y 1 al que pierda

#### Resultados
| 12 de noviembre, 09:00 | Argentina | 19 - 14 | Uruguay | Carrasco Polo, Montevideo |  |

| 12 de noviembre, 09:22 | Brasil | 59 - 0 | Costa Rica | Carrasco Polo, Montevideo |  |

| 12 de noviembre, 11:08 | Brasil | 55 - 0 | Guatemala | Carrasco Polo, Montevideo |  |

| 12 de noviembre, 11:30 | Uruguay | 38 - 0 | Costa Rica | Carrasco Polo, Montevideo |  |

| 12 de noviembre, 13:26 | Brasil | 29 - 12 | Argentina | Carrasco Polo, Montevideo |  |

| 12 de noviembre, 13:48 | Uruguay | 36 - 12 | Guatemala | Carrasco Polo, Montevideo |  |

| 12 de noviembre, 15:24 | Argentina | 57 - 7 | Costa Rica | Carrasco Polo, Montevideo |  |

| 13 de noviembre, 09:00 | Argentina | 43 - 0 | Guatemala | Carrasco Polo, Montevideo |  |

| 13 de noviembre, 09:22 | Brasil | 28 - 12 | Uruguay | Carrasco Polo, Montevideo |  |

| 13 de noviembre, 11:13 | Costa Rica | 19 - 17 | Guatemala | Carrasco Polo, Montevideo |  |

### Zona B
| Pos. | Equipo   | Encuentros | Encuentros | Encuentros | Encuentros | Tantos  | Tantos    | Tantos     | Puntos |
| Pos. | Equipo   | jugados    | ganados    | empatados  | perdidos   | a favor | en contra | diferencia | Puntos |
| ---- | -------- | ---------- | ---------- | ---------- | ---------- | ------- | --------- | ---------- | ------ |
| 1    | Colombia | 4          | 4          | 0          | 0          | 105     | 15        | +90        | 12     |
| 2    | Paraguay | 4          | 3          | 0          | 1          | 101     | 17        | +84        | 10     |
| 3    | Chile    | 4          | 2          | 0          | 2          | 89      | 44        | +45        | 8      |
| 4    | Perú     | 4          | 1          | 0          | 3          | 44      | 48        | -4         | 6      |
| 5    | Panamá   | 4          | 0          | 0          | 4          | 0       | 215       | -215       | 4      |

Nota: Se otorgan 3 puntos al equipo que gane un partido, 2 al que empate y 1 al que pierda

#### Resultados
| 12 de noviembre, 09:44 | Colombia | 15 - 10 | Chile | Carrasco Polo, Montevideo |  |

| 12 de noviembre, 10:06 | Paraguay | 19 - 0 | Perú | Carrasco Polo, Montevideo |  |

| 12 de noviembre, 11:52 | Paraguay | 48 - 0 | Panamá | Carrasco Polo, Montevideo |  |

| 12 de noviembre, 12:14 | Colombia | 17 - 0 | Perú | Carrasco Polo, Montevideo |  |

| 12 de noviembre, 14:10 | Paraguay | 29 - 7 | Chile | Carrasco Polo, Montevideo |  |

| 12 de noviembre, 14:32 | Colombia | 63 - 0 | Panamá | Carrasco Polo, Montevideo |  |

| 12 de noviembre, 15:46 | Chile | 12 - 0 | Perú | Carrasco Polo, Montevideo |  |

| 13 de noviembre, 09:44 | Chile | 60 - 0 | Panamá | Carrasco Polo, Montevideo |  |

| 13 de noviembre, 10:06 | Paraguay | 5 - 10 | Colombia | Carrasco Polo, Montevideo |  |

| 13 de noviembre, 11:35 | Perú | 44 - 0 | Panamá | Carrasco Polo, Montevideo |  |

## Fase Final

### Semifinales Campeonato
| 13 de noviembre, 12:57 | Brasil | 57 - 0 | Paraguay | Carrasco Polo, Montevideo |  |

| 13 de noviembre, 13:19 | Colombia | 15 - 14 | Argentina | Carrasco Polo, Montevideo |  |

### Definición Noveno puesto
| 13 de noviembre, 13:41 | Guatemala | 37 - 0 | Panamá | Carrasco Polo, Montevideo |  |

### Definición Séptimo puesto
| 13 de noviembre, 14:03 | Costa Rica | 5 - 38 | Perú | Carrasco Polo, Montevideo |  |

### Definición Quinto puesto
| 13 de noviembre, 14:25 | Uruguay | 17 - 12 | Chile | Carrasco Polo, Montevideo |  |

### Definición Tercer puesto
| 13 de noviembre, 15:17 | Paraguay | 5 - 24 | Argentina | Carrasco Polo, Montevideo |  |

### Final
| 13 de noviembre, 15:43 | Brasil | 36 - 5 | Colombia | Carrasco Polo, Montevideo |  |

| Bandera de Brasil    |
| Campeón Brasil       |
| Décimo noveno título |

## Posiciones finales
| Posición | Selección  |
| -------- | ---------- |
| 1        | Brasil     |
| 2        | Colombia   |
| 3        | Argentina  |
| 4        | Paraguay   |
| 5        | Uruguay    |
| 6        | Chile      |
| 7        | Perú       |
| 8        | Costa Rica |
| 9        | Guatemala  |
| 10       | Panamá     |